# Baltimora
Baltimora (с англ. - Балтимора) - итальянский поп-проект, образован в Милане в 1984 году и прославившаяся тогда же своим синглом Tarzan Boy.

## История группы
Группа появилась в 1984 году, когда итальянский продюсер Маурицио Басси искал вокалиста для нового музыкального проекта. Через неизвестных он вышел на врача Красного Креста — ирландца Джимми МакШейна, который согласился на идею вступить в шоу бизнес, поскольку умел петь и хорошо танцевал.
Коллектив наиболее известен по своему хиту 1984 года «Tarzan Boy». Будучи выпущенным в Европе летом 1984 года, он имел большой успех — достиг 6 места в Италии, а также входил в первую пятёрку во многих европейских странах, включая Германию, Швейцарию, Австрию, Швецию, Францию, Нидерланды и Норвегию. Вскоре группа добилась успеха и в Великобритании, где «Tarzan Boy» достиг 3 места в августе 1985 года.
В октябре 1985 сингл «Tarzan Boy» был издан в Канаде и к концу года достиг в канадских чартах 5 места. А вот чтобы попасть в Billboard Hot 100 в Соединённых Штатах (где этот сингл был издан лейблом звукозаписи EMI), песне потребовалось очень значительное время. Но когда она наконец вошла в чарт, то оставалась в нём 6 месяцев. В США максимальная позиция была 13-я (ранней весной 1986 года).
Второй альбом группы, «Survivor in Love», не имел успеха и Маурицио Басси решил посвятить себя другим музыкальным проектам. «Baltimora» распалась, а Джимми МакШейн покинул сцену.

## Дискография

### Студийные альбомы
| Living in the Background                  | - Выпущен: 4 сентября 1985 - Лейбл: EMI - Форматы: MC, CD, LP | 49 | 18 | 49 | - CAN: Gold |
| Survivor in Love                          | - Выпущен: 1987 - Лейбл: EMI - Формат(ы): CD, LP              | —  | —  | —  |             |
| «—» denotes a release that did not chart. |                                                               |    |    |    |             |

### Компиляции
| Год                    | Альбом                                                             |
| ---------------------- | ------------------------------------------------------------------ |
| The World of Baltimora | - Выпущен: 26 November 2010 - Лейбл: EMI - Формат(ы): CD, цифровой |

### Синглы
| Название                            | Год  | Наивысшие позиции в чартах | Наивысшие позиции в чартах | Наивысшие позиции в чартах | Наивысшие позиции в чартах | Наивысшие позиции в чартах | Наивысшие позиции в чартах | Наивысшие позиции в чартах | Наивысшие позиции в чартах | Наивысшие позиции в чартах | Наивысшие позиции в чартах | Сертификации                         | Альбом                   |
| Название                            | Год  | ITA                        | AUT                        | CAN                        | FRA                        | GER                        | NDL                        | SWE                        | SWI                        | UK                         | US                         | Сертификации                         | Альбом                   |
| ----------------------------------- | ---- | -------------------------- | -------------------------- | -------------------------- | -------------------------- | -------------------------- | -------------------------- | -------------------------- | -------------------------- | -------------------------- | -------------------------- | ------------------------------------ | ------------------------ |
| «Tarzan Boy»                        | 1985 | 6                          | 2                          | 5                          | 1                          | 3                          | 1                          | 2                          | 4                          | 3                          | 13                         | - CAN: Gold - FRA: Gold - UK: Silver | Living in The Background |
| «Woody Boogie»                      | 1985 | 18                         | —                          | —                          | —                          | 20                         | 32                         | 4                          | 15                         | —                          | —                          |                                      | Living in The Background |
| «Living in the Background»          | 1985 | —                          | —                          | 96                         | —                          | —                          | —                          | —                          | —                          | —                          | 87                         |                                      | Living in The Background |
| «Juke Box Boy»                      | 1986 | 12                         | —                          | —                          | —                          | —                          | —                          | —                          | —                          | —                          | —                          |                                      | Living in The Background |
| «Key Key Karimba»                   | 1987 | 37                         | —                          | —                          | —                          | —                          | —                          | —                          | —                          | —                          | —                          |                                      | Survivor in Love         |
| «Global Love» (с Линдой Уэсли)      | 1987 | —                          | —                          | —                          | —                          | —                          | —                          | —                          | —                          | —                          | —                          |                                      | Survivor in Love         |
| «Call Me in the Heart of the Night» | 1988 | —                          | —                          | —                          | —                          | —                          | —                          | —                          | —                          | —                          | —                          |                                      | Survivor in Love         |